# Derlis Gómez
Derlis Venancio Gomez (Assunção, 2 de novembro de 1972) é um ex-futebolista paraguaio.